# Valerie Steinmann

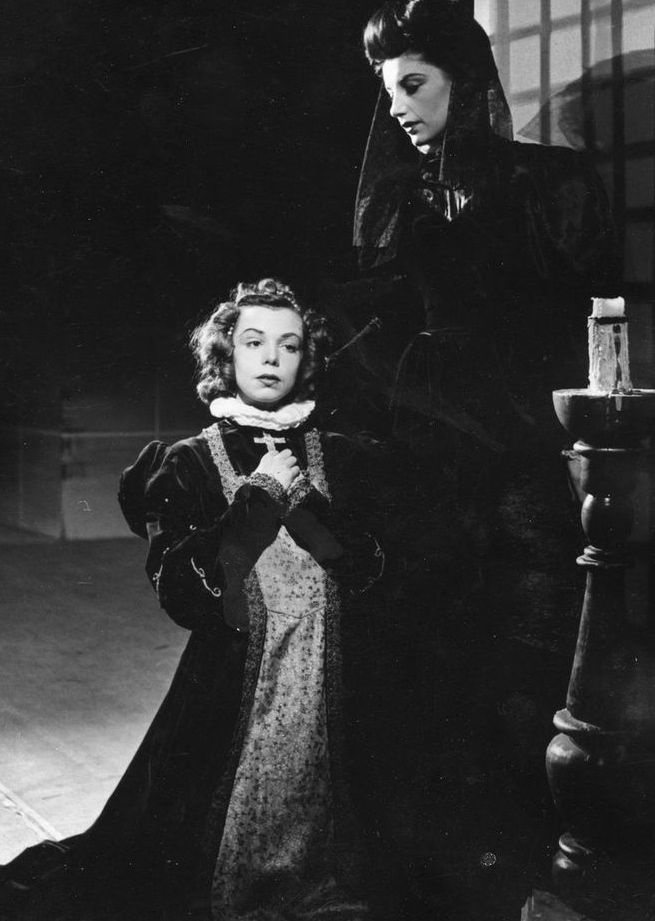
Valerie Steinmann als Gräfin Eboli in Schillers Don Carlos, Chur Februar 1947. Regie: Vasa Hochmann, Bühnenbild: Max Röthlisberger. Rechts: Eva Langraf als Elisabeth. Foto: Theophil Vonow, Chur

Valerie Steinmann (* 12. Dezember 1921 in Zürich; † 28. November 2011 in Küsnacht, Kanton Zürich) war eine Schweizer Schauspielerin.

## Leben
Valerie (bis 1944 Valeria) Steinmann in Zürich geboren. Sie spielte schon als Jugendliche am Zürcher Schauspielhaus, beispielsweise 1934 die Louison in Molières Der eingebildete Kranke. 1934 besuchte sie in Berlin die Schauspielschule des Deutschen Theaters (Leitung: Heinz Hilpert) und hatte während des Krieges erste Engagements in Eisenach, Saarbrücken und Leipzig, wo sie in grossen Rollen auftrat. 1944 kehrte sie in die Schweiz zurück und wirkte als Gast am Schauspielhaus Zürich und als Ensemblemitglied bzw. Gast an den Stadttheatern von Chur, Basel und Luzern, später im Theater für den Kanton Zürich, im Städtebundtheater Biel-Solothurn und am Stadttheater St. Gallen. 1948 spielte sie die Botin in Bertolt Brechts Churer «Antigone»-Projekt. Eine Einladung des berühmten Dramatikers in sein Ostberliner Ensemble schlug sie aber aus. Neben dem ernsten Theater wirkte Steinmann auch in volkstümlichen Dialektstücken und in Musicals mit – unter anderem klopfte sie als Frau Baumann in drei Inszenierungen von Die kleine Niederdorfoper Teppiche. Überaus zahlreich sind die Radio- und TV-Produktionen der SRG, an welchen Valerie Steinmann beteiligt war, sei es als Schauspielerin in Hör- und Fernsehspielen oder als Sprecherin. Bekannt wurde die 1972 entstandene Schallplattenaufnahme von A. de Saint-Exupérys Der Kleine Prinz mit Valerie Steinmann und Leopold Biberti. Seit 1960 kam der Film dazu: Ihre bedeutendsten Rollen erhielt sie in den Kurt Früh-Filmen Es Dach überem Chopf (1962) und Im Parterre links (1963) als Partnerin von Zarli Carigiet bzw. Paul Bühlmann. Auch in Fernsehserien wie Eurocops war sie in kleineren Rollen zu sehen. Fast 30 Jahre spielte sie an der Zürcher Märchenbühne. Sie heiratete 1951 den Schauspieler, Kabarettisten und späteren Fernsehjournalisten Megge Lehmann. Er verstarb 2001. Valerie Steinmann hatte drei Söhne.

## Filmografie (Auswahl)
- 1958: Eine Rheinfahrt, die ist lustig (Zum goldenen Ochsen)
- 1960: Anne Bäbi Jowäger – I. Teil: Wie Jakobli zu einer Frau kommt
- 1961: Wenn Männer Schlange stehen (Chikita)
- 1962: Es Dach überem Chopf
- 1963: Im Parterre links
- 1963: Der 42. Himmel
- 1966: Polizischt Wäckerli in Gefahr
- 1971: Ein Kind ist verschwunden
- 1978: Die Schweizermacher
- 1979: De Sondergger (Fernsehserie)
- 1987: A Perfect Spy
- 1989: Eurocops
- 1999: Fascht e Familie (Fernsehserie)
- 2003: Lüthi und Blanc (Fernsehserie)